# تالهايم (ساكسونيا)
تالهايم (زاكسن) (بالألمانية: Thalheim, Saxony) هي بلدة ألمانية تقع في ألمانيا في ساكسونيا. يقدر عدد سكانها بـ 7,344 نسمة .

## أعلام
- أنتون أكرمان